# Bahnhof Nishi-Nippori
Der Bahnhof Nishi-Nippori (jap. 西日暮里駅, Nishi-Nippori-eki) ist ein Bahnhof in der japanischen Hauptstadt Tokio. Er befindet sich im Süden des Bezirks Arakawa und wird gemeinsam von den Bahngesellschaften JR East und Tōkyō Metro sowie vom Verkehrsamt der Präfektur Tokio betrieben.

## Verbindungen
Nishi-Nippori ist ein Durchgangsbahnhof an der Keihin-Tōhoku-Linie und an der Yamanote-Linie, die beide durch die Bahngesellschaft JR East betrieben werden. Erstere verbindet Ōmiya mit Tokio und Yokohama sowie daran anschließend auf der Negishi-Linie mit Ōfuna. Tagsüber fahren die Nahverkehrszüge alle fünf Minuten, während der Hauptverkehrszeit alle drei bis vier Minuten. Somit werden jede Stunde zwischen 12 und 20 Züge angeboten. Ähnlich dicht ist der Verkehr auf der ringförmig rund um das Tokioter Stadtzentrum verlaufenden Yamanote-Linie: Tagsüber in beiden Richtungen zwölf Züge je Stunde, während der Hauptverkehrszeit bis zu 18 Züge.
Die zum Netz der U-Bahn Tokio gehörende Chiyoda-Linie verbindet Yoyogi-Uehara mit Kita-Ayase. In den Bahnhöfen Yoyogi-Uehara und Ayase bestehen Durchbindungen zur Odakyū Odawara-Linie bzw. zur Jōban-Linie. Tagsüber verkehren die U-Bahn-Züge alle fünf Minuten, während der Hauptverkehrszeit alle zwei bis drei Minuten. Der vom Verkehrsamt der Präfektur Tokio betriebene Nippori-Toneri Liner verbindet Nippori mit Minumadai-shinsuikōen. Tagsüber wird ein Sechs-Minuten-Takt angeboten, während der Hauptverkehrszeit ein Drei- bis Vier-Minuten-Takt. In der Nähe des Bahnhofs befinden sich an den Hauptstraßen Dōkan’yama-dōri und Ogubashi-dōri mehrere Bushaltestellen, die von drei Linien der Gesellschaft Toei Bus bedient werden.

## Anlage
Der Bahnhof steht im Stadtteil Nishinippori im Tokioter Bezirk Arakawa, unmittelbar südwestlich der Kreuzung von Dōkan’yama-dōri und Ogubashi-dōri. Entlang dieser beiden Hauptstraßen reihen sich zahlreiche Geschäftsgebäude, während die Nebenstraßen von dicht besiedelten Wohngebieten geprägt sind. Die auf einem breiten Viadukt befindliche Anlage ist von Südosten nach Nordwesten ausgerichtet und umfasst zehn Gleise. An zwei vollständig überdachten Mittelbahnsteigen liegen die vier westlichsten Gleise. Der Zugang zu den Bahnsteigen erfolgt unter dem Viadukt von der Dōkan’yama-dōri aus mittels Rolltreppen und Aufzügen. In der Mitte des Viadukts verläuft die Trasse der Schnellfahrstrecke Tōhoku-Shinkansen. Die übrigen vier Gleise an der Ostseite besitzen keine Bahnsteige; hier verkehren die Gleise der Tōhoku-Hauptlinie, der Utsunomiya-Linie und der Takasaki-Linie.
Rechtwinklig zu den JR-East-Bahntrassen verläuft die Chiyoda-Linie. Der U-Bahnhof unter der Dōkan’yama-dōri wurde wegen der beengten Verhältnisse in zwei Ebenen errichtet, die je ein Gleis an einem Seitenbahnsteig umfassen. In der oberen Ebene (9,3 m unter der Oberfläche) verkehren die Züge in Richtung Yoyogi-Uehara, in der unteren Ebene (15,3 m unter der Oberfläche) die Züge in Richtung Ayase. Nicht direkt mit dem JR-East-Bahnhof verbunden ist der Bahnhof des Nippori-Toneri Liners. Es handelt sich um einen aufgeständerten Hochbahnhof über der Ogubashi-dōri, rund 150 Meter entfernt in der Nähe der Kreuzung mit der Dōkan’yama-dōri. Er umfasst zwei Gleise an zwei Seitenbahnsteigen. Zum östlichen Ende des U-Bahnhofs hinunter führt ein Aufzug.
Im Fiskaljahr 2019 nutzten durchschnittlich 197.299 Fahrgäste täglich den Bahnhof. Davon entfielen 99.696 auf JR East, 82.672 auf Tōkyō Metro und 14.931 auf den Nippori-Toneri Liner.

## Bilder

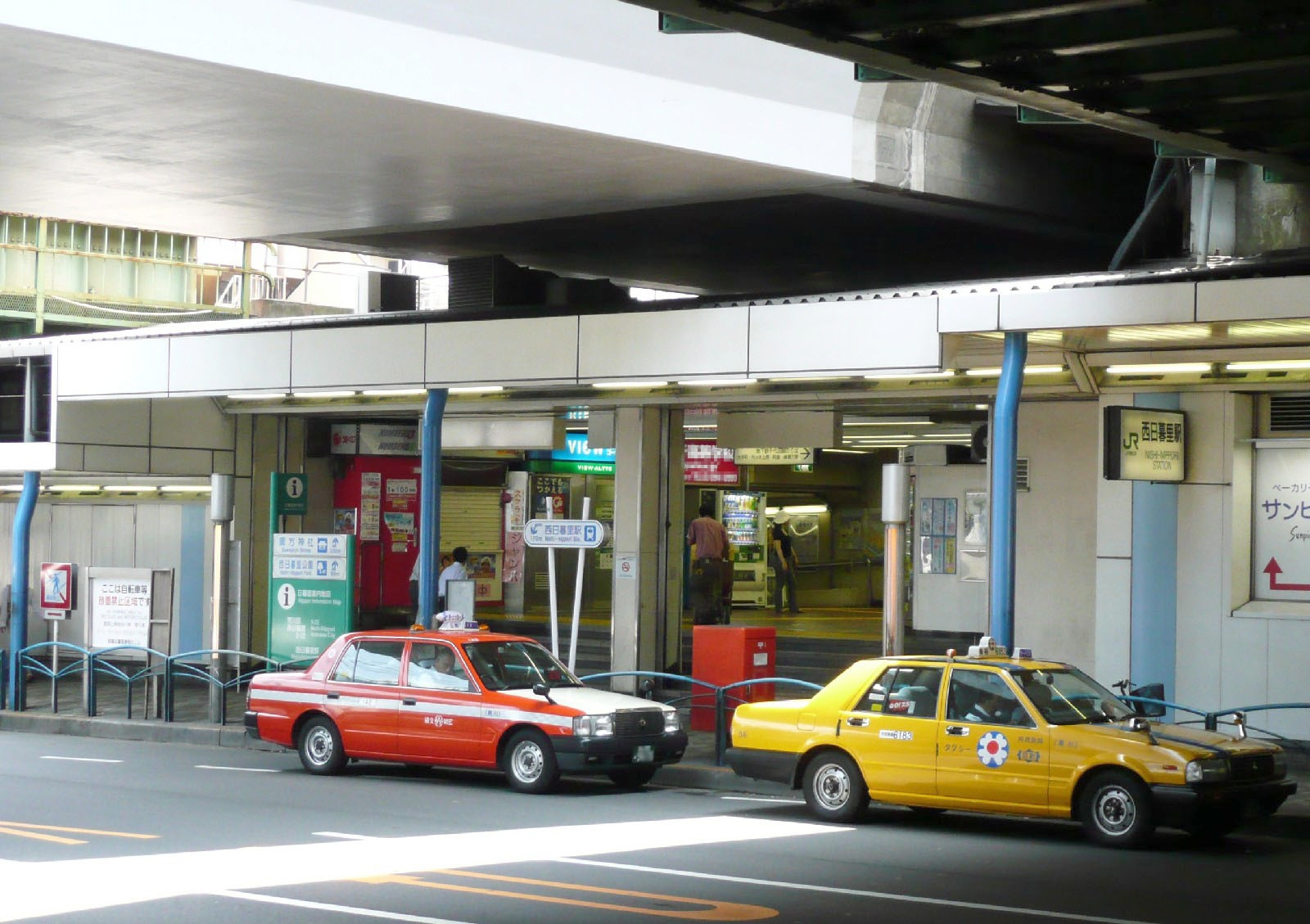
Eingang zum JR-East-Bahnhof
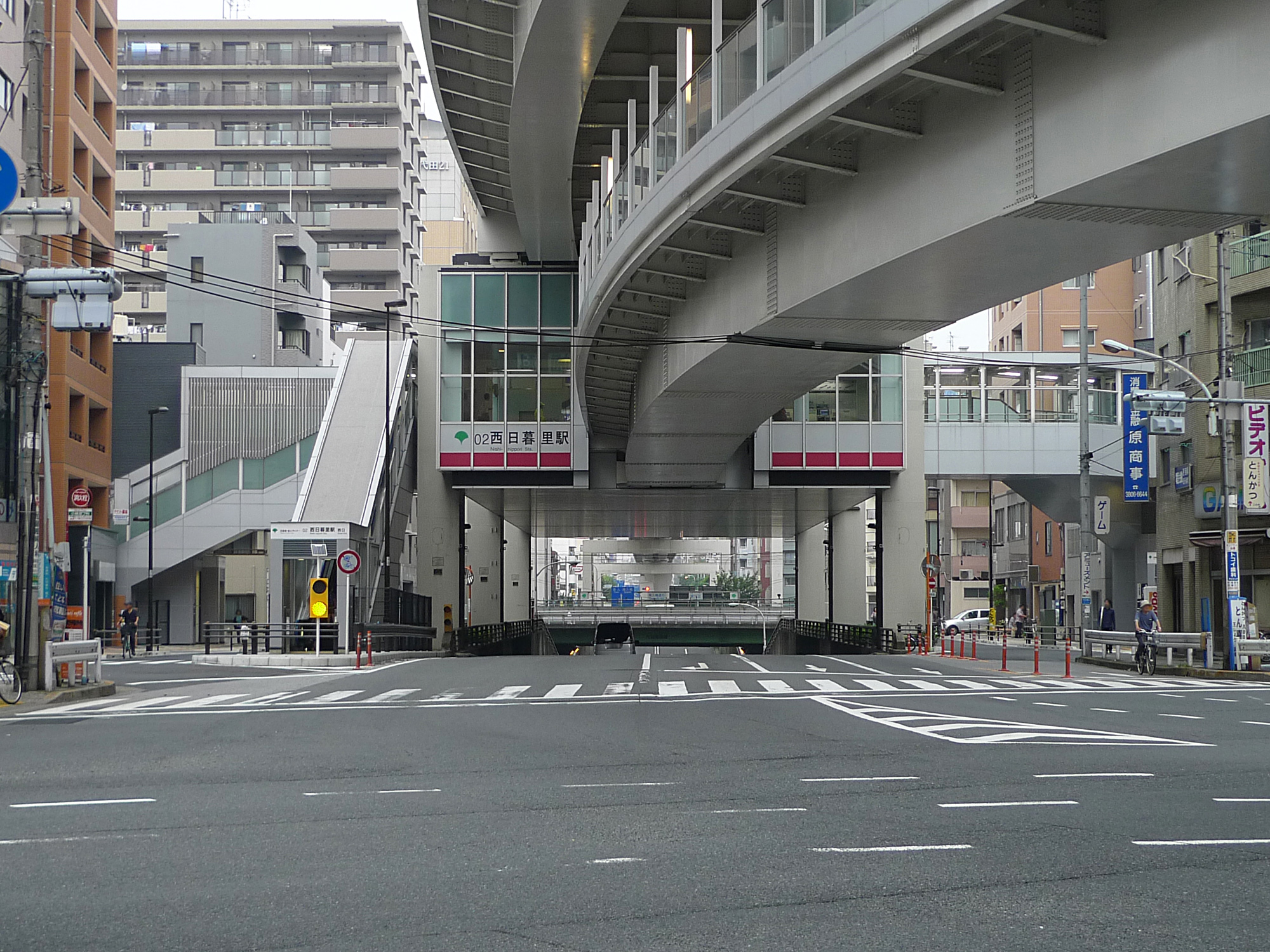
Bahnhof des Nippori-Toneri Liners
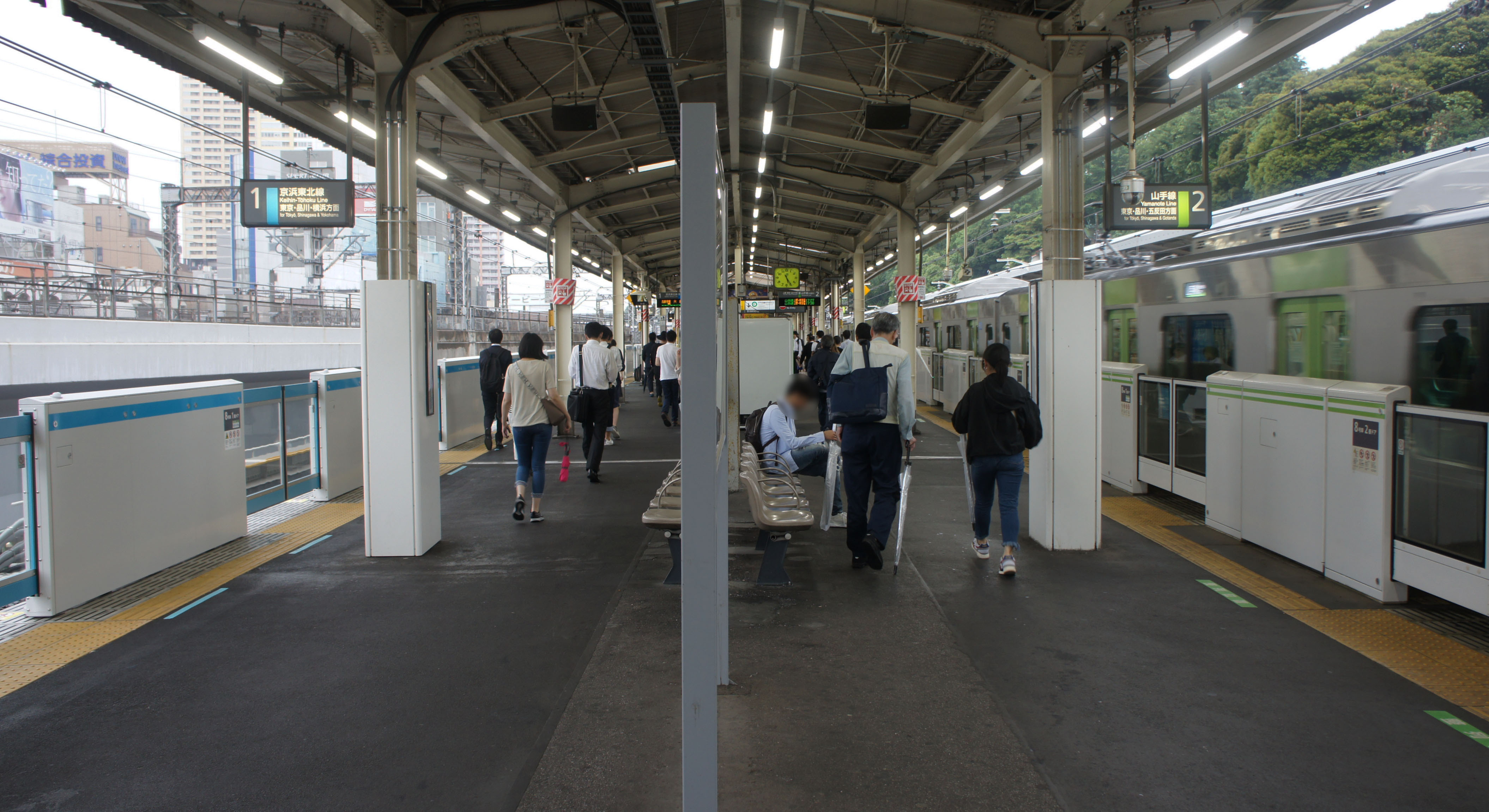
Bahnsteig 1/2 (JR East)
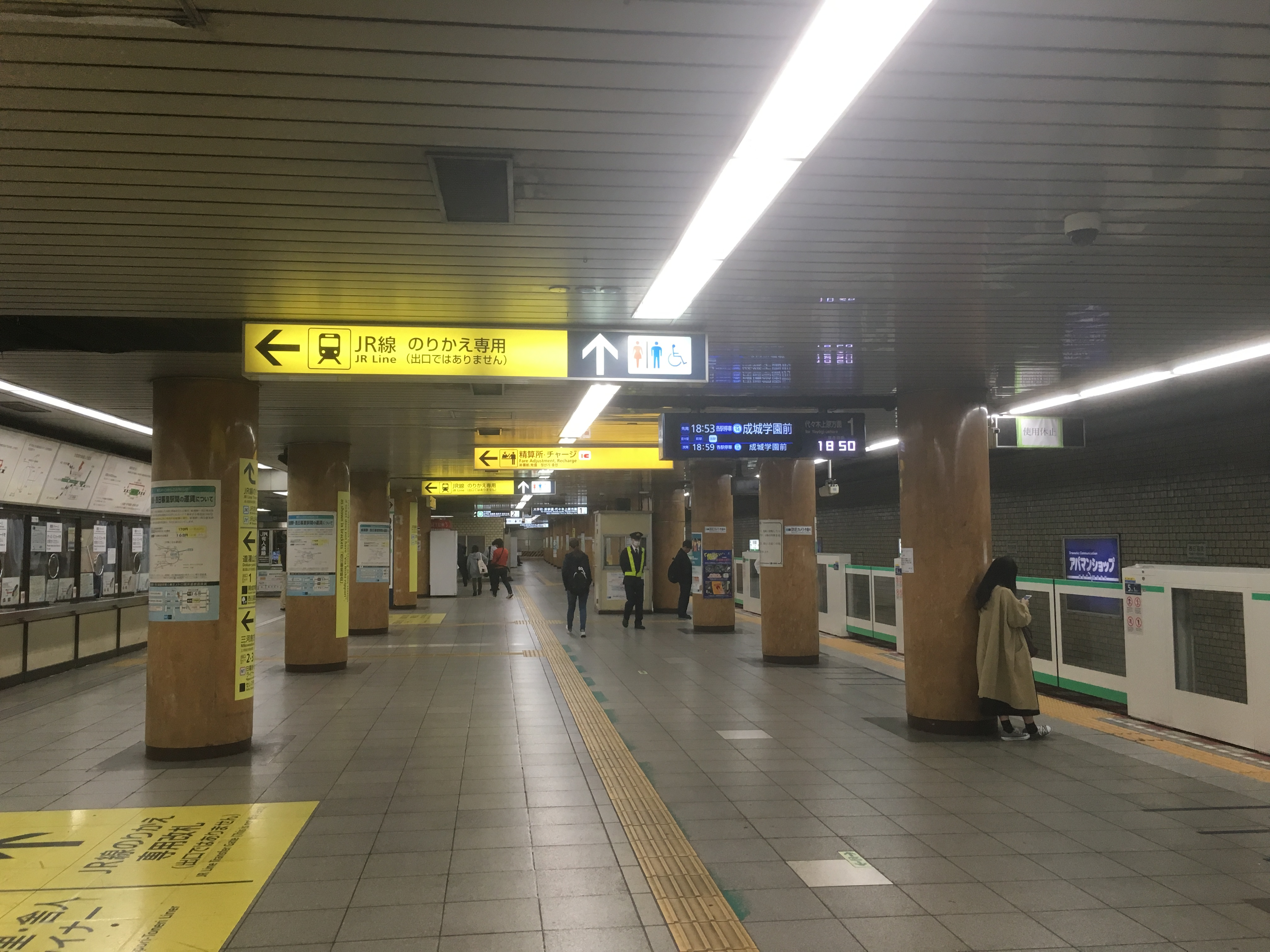
U-Bahnhof

## Gleise
JR East:
| 1 | ▉ Keihin-Tōhoku-Linie | Ueno • Tokio • Kawasaki • Yokohama |
| 2 | ▉ Yamanote-Linie      | Ueno • Tokio • Shinagawa • Shibuya |
| 3 | ▉ Yamanote-Linie      | Tabata • Ikebukuro • Shinjuku      |
| 4 | ▉ Keihin-Tōhoku-Linie | Tabata • Urawa • Ōmiya             |

Tōkyō Metro:
| 1 | Chiyoda-Linie | Ōtemachi • Hibiya • Omotesandō • Yoyogi-Uehara |
| 2 | Chiyoda-Linie | Kita-Senju • Kita-Ayase                        |

Verkehrsamt der Präfektur Tokio:
| 1 | ▉ Nippori-Toneri Liner | Nippori               |
| 2 | ▉ Nippori-Toneri Liner | Minumadai-shinsuikōen |

## Linien
| Verlauf der Keihin-Tōhoku-Linie / Negishi-Linie |
| --- |
| Ōmiya • Saitama-Shintoshin • Yono • Kita-Urawa • Urawa • Minami-Urawa • Warabi • Nishi-Kawaguchi • Kawaguchi • Akabane • Higashi-Jūjō • Ōji • Kami-Nakazato • Tabata • Nishi-Nippori • Nippori • Uguisudani • Ueno • Okachimachi • Akihabara • Kanda • Tokyo • Yūrakuchō • Shimbashi • Hamamatsuchō • Tamachi • Takanawa Gateway • Shinagawa • Ōimachi • Ōmori • Kamata • Kawasaki • Tsurumi • Shin-Koyasu • Higashi-Kanagawa • Yokohama • Sakuragichō • Kannai • Ishikawachō • Yamate • Negishi • Isogo • Shin-Sugita • Yōkōdai • Kōnandai • Hongōdai • Ōfuna |

| Verlauf der Yamanote-Linie |
| --- |
| Shinagawa • Ōsaki • Gotanda • Meguro • Ebisu • Shibuya • Harajuku • Yoyogi • Shinjuku • Shin-Ōkubo • Takadanobaba • Mejiro • Ikebukuro • Ōtsuka • Sugamo • Komagome • Tabata • Nishi-Nippori • Nippori • Uguisudani • Ueno • Okachimachi • Akihabara • Kanda • Tokyo • Yūrakuchō • Shimbashi • Hamamatsuchō • Tamachi • Takanawa Gateway • Shinagawa |

## Geschichte
Etwa 150 Meter nordöstlich des heutigen Bahnhofs eröffnete die Bahngesellschaft Keisei Dentetsu am 18. April 1934 den Bahnhof Dōkan’yama-dōri (道灌山通). Er lag an der Keisei-Hauptlinie und umfasste zwei Gleise an zwei Seitenbahnsteigen. Um die Rationierungsmaßnahmen während des Pazifikkriegs zu unterstützen, erklärte ihn das Eisenbahnministerium als „nicht dringlich“ und verfügte am 1. Oktober 1943 dessen Schließung, zumal er in Gehdistanz zum Bahnhof Nippori lag. Die offizielle Stilllegung erfolgte am 28. Februar 1947.
Zwei Jahrzehnte später plante die öffentlich-rechtliche U-Bahn-Gesellschaft Eidan (seit 2004 Tōkyō Metro) den Bau der Chiyoda-Linie, wobei sie zur Erschließung der Gegend drei Varianten untersuchte. Variante 1, der Bau eines U-Bahnhofs unter dem Bahnhof Nippori, wäre angesichts des erforderlichen Grundstückerwerbs am teuersten gewesen. Variante 2 sah den Bau eines U-Bahnhofs unter der Kreuzung von Dōkan’yama-dōri und der Bahnlinie vor, mit dem Bahnhof Nippori durch eine unterirdische Passage verbunden. Nach langwierigen Verhandlungen mit der Japanischen Staatsbahn (JNR) fiel die Wahl schließlich auf Variante 3: Die JNR würde dabei im Bereich der Kreuzung einen neuen Bahnhof errichten, sodass die U-Bahn dort angeschlossen werden könnte. Zunächst wurde am 20. Dezember 1969 der U-Bahnhof eröffnet, zusammen mit dem ersten Abschnitt der Chiyoda-Linie zwischen Ōtemachi und Kita-Senju. Die Eröffnung des JNR-Bahnhofs folgte am 20. April 1971, wobei zunächst nur Züge der Yamanote-Linie hier hielten.
Im Rahmen der Staatsbahnprivatisierung ging der JNR-Bahnhof am 1. April 1987 in den Besitz der neuen Gesellschaft JR East über. Am 30. März 2008 eröffnete das Verkehrsamt der Präfektur Tokio den von Nippori nach Minumadai-shinsuikōen führenden Nippori-Toneri Liner.